# 臼杵煎餅

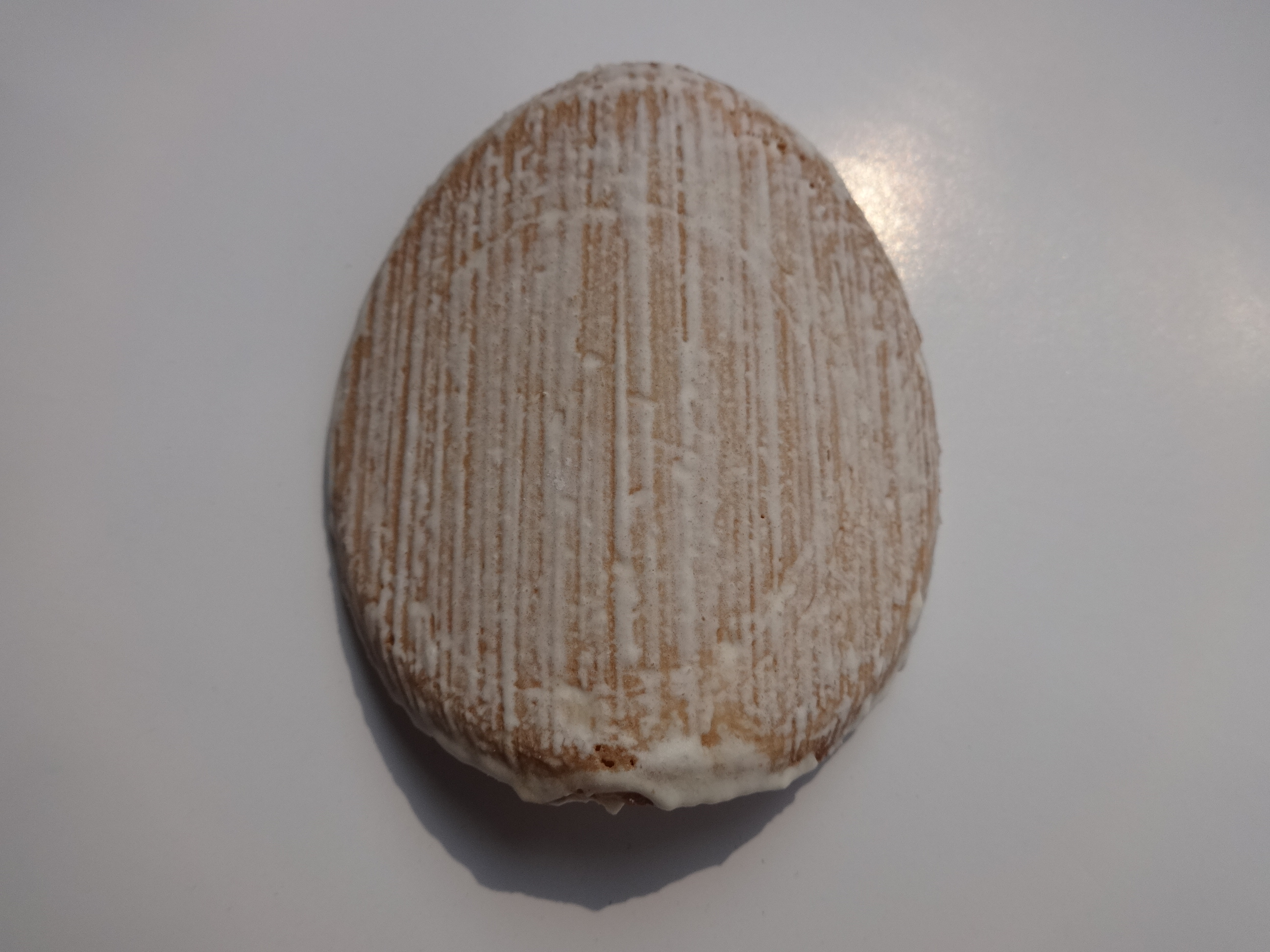
後藤製菓の曲がったうすきせんべい

臼杵煎餅 (うすきせんべい)は、大分県臼杵市の銘菓で、小麦粉、砂糖、鶏卵に膨張剤を加えた生地のせんべいに、臼杵特産の生姜と砂糖を混ぜ合わせた蜜を塗ってさらに焼き上げた焼き菓子である。

## 概要
約400年前に臼杵藩の城主として稲葉氏が入国した当時、保存食として用いられていた米、麦、粟、稗などの穀物を材料に焼いた食品が始まりとされる。後に後藤製菓などが小麦粉や砂糖を原料とするせんべいに、生姜と砂糖の蜜を手塗りして菓子として販売するようになった。現在でも、ショウガの搾り汁と砂糖を煮詰めた蜜を刷毛で素焼きの煎餅に手塗りして生産される。
鞍形に手曲げされた全体の形は、臼杵の地名にも由来する臼を表し、蜜の白い刷毛目模様は木目を表現している。生姜による独特の風味は好き嫌いが分かれやすいため、幼少期の食経験として大分県民に強い印象を残している場合が多い。また、手曲げ（曲型とも）のものだけでなく、曲げていないもの（平型とも）も贈答用に用意されている。
包装紙は、臼杵を代表する文化財である臼杵石仏の大日如来像が使描かれており、2020年に新パッケージとなった。